# Albert Neisser
Albert Ludwig Sigesmund Neisser (Schweidnitz, 22 de enero de 1855 - Breslavia, 30 de julio de 1916) fue un médico alemán conocido por haber descubierto el agente patógeno causante de la enfermedad de transmisión sexual: gonorrea, la cepa descubierta se cree se denomina así en su honor (Neisseria gonorrhoeae) pero realmente fue él mismo quien le puso su nombre.

## Biografía
Neisser nació en la ciudad silesia alemana de Schweidnitz (en la actualidad conocida como Świdnica, en Polonia). Su padre fue un conocido médico judío llamado Moritz Neisser. Tras completar sus estudios elementales en la ciudad de Münsterberg, Neisser se enroló en el colegio de Santa María Magdalena en Breslavia. En esta escuela compartió estudios con otro gran médico en la historia de la medicina: Paul Ehrlich. Neisser obtuvo finalmente el Abitur (graduación) en el año 1872.
Neisser comenzó sus estudios de medicina en la Universidad de Breslavia, tras unos años se trasladó a Erlangen, completando sus estudios en 1877. Inicialmente Neisser postuló a una plaza de interno en esta Universidad pero no lo logró. Encontró trabajo como asistente de un dermatólogo: Oskar Simon (1845–1892), y con ello se concentró en enfermedades de transmisión sexual y lepra. Fue durante esos años en los que fue encontrando poco a poco evidencias científicas para el patógeno de la gonorrea Neisseria gonorrhoeae.
Neisser fue de la misma forma el codescubridor del agente causante de la lepra. En 1879, el médico noruego Gerhard Armauer Hansen proporciona al joven Neisser (a quien había visitado anteriormente en Noruega para examinar a sus 100 leprosos) algunas muestras de tejidos de estos. Con esta aportación Neisser pudo aislar exitosamente la bacteria y anunciar su descubrimiento en 1880, reclamando el derecho al descubrimiento del patógeno de la lepra. Esto causó algún conflicto entre Neisser y Hansen, debido a que Hansen reclamo haber tenido en su laboratorio los patógenos que enlazan la enfermedad como su causa, mostrando que esto fue así en el año 1872. En 1882 Neisser fue elegido como profesor extraordinario en la Universidad de Breslau a la edad de 29 años, desarrollando su labor como dermatólogo. Con posterioridad fue promovido a director de esta institución.
En el año 1898 Albert Neisser publicó tratados clínicos sobre el tratamiento con suero en pacientes con sífilis. Inyectó células del suero de pacientes infectados con sífilis en personas sanas, contraindicadas e hizo ayuda a los pobres
para otras enfermedades distintas. Él empleó prostitutas, sin que previamente fueran informadas del experimento, o preguntadas sobre su consentimiento. Cuando algunas de ellas contrajo la enfermedad de sífilis Neisser argumentó que las mujeres no contrajeron la enfermedad a causa de sus experimentos, sino de las relaciones sexuales de las pacientes. Lo que motivó a Neisser a hacer esta conducta fueron los experimentos de tratamiento de la Rabia cuando se usaba suero de sobrevivientes a enfermos de Rabia y el suero los curaba.
En 1905 y 1906 Neisser viajó a la isla de Java, para estudiar en profundidad la transmisión de la sífilis desde los monos a los humanos. Posteriormente, cooperó con August Paul von Wassermann (1866–1925) para desarrollar y perfeccionar el conocido test para detectar las infecciones causadas por Treponema pallidum, así como para detectar mediante quimioterapia agentes para la sífilis: Salvarsan, producto que inventara su compañero Paul Ehrlich en 1910. En 1907, Neisser fue ascendido a profesor ordinario de dermatología y enfermedades sexuales en Breslau. Neisser murió de septicemia el 30 de julio de 1916, a la edad de 61 años en la ciudad de Breslau.

## Obra
A lo largo de su vida fue un médico preocupado por la salud pública. Llegó a promover vigorosamente el establecimiento de la medicina preventiva, mediante la educación pública y campañas de concienciación. En este campo estuvo de acuerdo con la realización de políticas sanitarias con las prostitutas con el objeto de controlar las enfermedades de transmisión sexual. Fue uno de los fundadores activos de la Deutsche Gesellschaft zur Bekämpfung der Geschlechtskrankheiten (Sociedad alemana para lucha contra las enfermedades venéreas) en 1902, así como igualmente de la Deutsche Dermatologische Gesellschaft (Sociedad alemana de dermatología) en 1888.
Ensayos
- Über eine der Gonorrhoe eigenthümliche Micrococcenform. In: Centralblatt für die Medizinische Wissenschaft 28 (1879): 497–500

- Über die Aetiologie des Aussatzes. In: Jahresbericht der Schlesischen Gesellschaft für vaterländische Cultur 57 (1880): 65–70

- Die Mikrokokken der Gonorrhoe. In: Deutsche Medizinische Wochenschrift (DMW) 8 (1882): 279–283, ISSN 0012-0472

- Die chronischen Infektionskrankheiten der Haut. In: Heinrich Auspitz, Victor Babeș (eds.) Handbuch der Hautkrankheiten 1. Vogel Verlag, Leipzig 1883: 560–723. (Handbuch der speciellen Pathologie und Therapie, vol. 14)

- Über die Mängel der zur Zeit üblichen Prostituiertenuntersuchungen. In: Deutsche Medizinische Wochenschrift (DMW) 16 (1890): 834–837, ISSN 0012-0472

- Pathologie des Ekzems. In: Archives of Dermatology and Syphilology/Supplement 1 (1892): 116–161

- Meine Versuche zur Übertragung der Syphilis auf Affen. In: Deutsche Medizinische Wochenschrift (DMW) 30 (1904): 1369–1373, ISSN 0012-0472

- Weitere Mitteilungen über den Nachweis spezifischer luetischer Substanzen durch Komplementverankerung. In: Zeitschrift für Hygiene und Infektionskrankheiten 55 (1906): 451–477, ISSN 0340-1782 (con August von Wassermann, Carl Bruck, A. Schlucht)

Monografías
- Die Echinococcen-Krankheit. Bernstein Verlag, Breslau 1877 (habilitación)

- Über die Bedeutung der Lupuskrankheit und die Notwendigkeit ihrer Bekämpfung. Klinkhardt Verlag, Leipzig 1908

- Syphilis und Salvarsan. Springer Verlag, Berlín 1913

- Die Geschlechtskrankheiten und ihre Bekämpfung. Vorschläge und Forderungen für Ärzte, Juristen und Soziologen. Verlag VDM Müller, Saarbrücken 2007, ISBN 978-3-8364-0948-3 (Nachdr. d. Ausg. Berlín 1916)

## Literatura
- Eberhard J. Wormer. Neisser, Albert. In: Neue Deutsche Biographie 19 (1999): 51–52

- Julius Pagel. Biographisches Lexikon der hervorragenden Aerzte des 19. Jahrhunderts. Zentralantiquariat der DDR, Leipzig 1989, ISBN 3-7463-0145-9, pp. 1193–1196 (Nachdr. d. Ausg. Berlín 1901)

- Hans Schadewaldt. Neisser. In: Charles C. Gillispie (ed.) Dictionary of Scientific Biography 10: 17-19. Scribners, New York 1970, ISBN 0-684-10121-1

- Sigrid Schmitz. Albert Neisser Leben und Werk auf Grund neuer, unveröffentlichter Quellen. Triltsch Verlag, Düsseldorf 1968 (Düsseldorfer Arbeiten zur Geschichte der Medizin 29) (tesis, Universidad de Düsseldorf 1967)

- Alfred Stühmer: Albert Neisser. In: Dermatologische Wochenschrift 131 (1955): 214–216, ISSN 0011-9083

- Thomas M. Vogelsang. The Hansen-Neisser Controversy, 1879–1880. In: International J. of Leprosy 31 (1963): 74–80, 32 (1964): 330–331, ISSN 0020-7349

- Herbert Schwarz. Albert Neisser. In: Investigative Urology 8 (1971): 478–480, ISSN 0021-0005

- Feliks Wasik, Albrecht Scholz, Günther Sebastian. Erinnerungen an Albert Neisser. In: Hautarzt 31 (1980): 328–333, ISSN 0017-8470